# 1793년 조지 워싱턴 대통령 취임식
조지 워싱턴의 미국 대통령으로서의 두 번째 취임식은 1793년 3월 4일 월요일 펜실베이니아주 필라델피아에 있는 콩그레스 홀의 미국 상원 회의실에서 열렸다. 이로써 미국 대통령 워싱턴과 미국 부통령 존 애덤스의 두 번째 4년짜리 임기가 시작되었음을 알렸다. 취임 선서는 미국의 연방 대법원 대법관 윌리엄 쿠싱 주관했다. 이는 당시 미국의 수도였던 필라델피아에서 열린 첫 취임식이었고, 새로운 미국 연방 정부가 미국 헌법에 따라 운영을 시작한 지 정확히 4년 후에 열렸다.

## 취임사
조지 워싱턴의 두 번째 취임사는 단 135단어로, 역사상 가장 짧은 연설로 남아있다.
동포 여러분:
저는 다시금 조국의 부름을 받아 최고 행정관의 직무를 수행하게 되었습니다. 적절한 때가 오면, 저는 이 영광스러운 영예와 아메리카 연합의 국민들이 저에게 부여한 신뢰에 대해 제가 품고 있는 깊은 감사를 표현하고자 노력할 것입니다.

대통령의 공식적인 행위 이전에 헌법은 취임 선서를 요구합니다. 저는 이제 여러분 앞에서 이 선서를 하려 합니다. 만약 제가 정부를 운영하는 동안 어떤 경우에든 기꺼이 또는 고의로 그 지시를 위반했다고 밝혀진다면, 저는 (헌법상의 처벌을 받는 것 외에도) 이 엄숙한 의식의 현재 증인인 모든 사람들의 질책을 받을 것입니다.

### 원문
Fellow Citizens:
I am again called upon by the voice of my country to execute the functions of its Chief Magistrate. When the occasion proper for it shall arrive, I shall endeavor to express the high sense I entertain of this distinguished honor, and of the confidence which has been reposed in me by the people of united America.

Previous to the execution of any official act of the President the Constitution requires an oath of office. This oath I am now about to take, and in your presence: That if it shall be found during my administration of the Government I have in any instance violated willingly or knowingly the injunctions thereof, I may (besides incurring constitutional punishment) be subject to the upbraidings of all who are now witnesses of the present solemn ceremony.

## 같이 보기
- 조지 워싱턴 행정부
- 1789년 조지 워싱턴 대통령 취임식
- 1792년 미국 대통령 선거